# Río Guacimal
Río Guacimal är ett vattendrag i Costa Rica.   Det ligger i provinsen Puntarenas, i den västra delen av landet, 90 km väster om huvudstaden San José.